# Cerkiew Aleksandra Newskiego w Kijowie
Cerkiew Aleksandra Newskiego (ukr. Церква св. Олександра Невського) – cerkiew prawosławna wzniesiona w latach 1889–1890 i zniszczona w latach 30. XX wieku z rozkazu władz stalinowskich. 

## Historia
Budowa cerkwi związana była z rozwojem urbanistycznym i ludnościowym Kijowa. W 1887 powołany został komitet zbierający środki na ten cel, w skład którego wchodzili jedni z najbogatszych mieszkańców Kijowa – Jakiw Werner, Mychajło Dehteriew, Mykoła Tereszczenko, Fedir Tereszczenko i inni. Prace budowlane rozpoczęły się w 1888, a 27 sierpnia 1889 miało miejsce poświęcenie cerkwi. Obiekt był zaprojektowany na potrzeby około czterystuosobowej parafii, a część jego wyposażenia, w tym siedem dzwonów i elementy konstrukcyjne imponującej kopuły głównej została przywieziona z Moskwy. Z kolei zewnętrzną dekorację malarską wykonał petersburski artysta Tronin, natomiast część akcesoriów liturgicznych przeniesiono z cerkwi Spaskiej na Berestowie (m.in. księgi z XVII wieku i krzyż należący do Pietra Mohyły). 
Nie wiadomo, kiedy dokładnie po rewolucji październikowej została zniesiona parafia. W latach 30. cerkiew została uznana za nieposiadającą większej wartości artystycznej i przeznaczona do rozbiórki. Na jego miejscu planowano wznieść kompleks budynków rządowych. 
W 1944 na miejscu zajmowanym wcześniej przez cerkiew został pochowany Nikołaj Watutin, radziecki generał śmiertelnie ranny w walkach z UPA. W 1948 na jego grobie wzniesiono pomnik wojskowego (już nieistniejący). 